# HMS Coventry (D43)
La HMS Coventry (Pennant number D43), quarta nave da guerra britannica a portare questo nome, è stata un incrociatore leggero classe C, tipo Ceres della Royal Navy. Venne impostata come HMS Corsair nei cantieri Swan Hunter il 4 agosto 1916, varata il 6 luglio 1917 con il nome definitivo ed entrò in servizio il 21 febbraio 1918, negli ultimi mesi della prima guerra mondiale.

## Servizio
Al momento dell'ingresso in servizio venne assegnata al 5º Squadrone Incrociatori leggeri dove rimase fino al maggio 1919 servendo nel Mar Baltico in appoggio all'Armata Bianca durante la guerra civile russa. Tornata in servizio nel maggio 1919 venne assegnata alla Atlantic Fleet con il pennant number D43, rimanendovi fino al 1920 quando la Coventry divenne la nave comando della Commissione interalleata per il disarmo. Negli ultimi mesi del 1920 entrò in cantiere per un raddobbo e successivamente venne assegnata al Secondo Squadrone incrociatori, diventando la nave ammiraglia del Contrammiraglio della Atlantic Fleet Andrew Cunningham.
L'esplosione di un siluro mentre si trovava a Malta nel 1923 causò la morte di due marinai. Nel 1935 dopo essere tornata in patria venne scelta per la conversione in incrociatore antiaereo, che venne attuata nei cantieri di Portsmouth. Allo scoppio della seconda guerra mondiale la Coventry aveva appena terminato gli ultimi test seguiti alla conversione e si trovava nel Mediterraneo, venendo però richiamata in patria poco dopo per servire nella Home Fleet, fornendo copertura antiaerea alla flotta. Il 1º gennaio 1940 venne danneggiata da un attacco aereo tedesco mentre si trovava presso le Isole Shetland, a nord della Scozia. Durante le riparazioni venne installato anche il radar Type 279 per l'individuazione di apparecchi nemici. Tornata in servizio partecipò alle operazioni di appoggio alla campagna di Norvegia, subendo 75 attacchi aerei nella settimana tra l'11 ed il 19 maggio. Nelle ultime fasi dei combattimenti in Norvegia appoggiò l'evacuazione delle truppe britanniche. Nel mese di agosto venne assegnata alla Mediterranean Fleet, trasportando durante il passaggio truppe dirette a Malta. Nel mese di settembre scortò un convoglio diretto ad Aden nel Mar Rosso, tornando a fine mese alla base di Alessandria d'Egitto. Il 27 novembre partecipò alla breve battaglia di capo Teulada
Il 13 dicembre mentre si trovava a circa 80 miglia da Marsa Matruh venne colpita a prua da un siluro lanciato dal sommergibile italiano Neghelli. Le riparazioni vennero completate in 20 gennaio 1941, ma la velocità massima della nave venne ridotta a 23 nodi. La Coventry partecipò quindi alla scorta a convogli diretti ad Atene e appoggiò le operazioni militari in corso a Tobruk nei primi mesi di febbraio. Nel mese seguente venne impiegata principalmente nella scorta ai convogli tra Alessandria e la Grecia, venendo sottoposta più volte ad attacchi aerei. Il 26 marzo, attaccata da 24 Junkers Ju 88, riuscì ad abbatterne sei. In aprile partecipò all'evacuazione delle truppe dalla baia di Suda mentre nei primi giorni di maggio trasportò 700 soldati a Creta, in vista di una possibile invasione tedesca, che prese effettivamente il via il 20 maggio (Battaglia di Creta).
Il 18 maggio la prima Victoria Cross della seconda guerra mondiale ad essere assegnata nel Mediterraneo venne concessa postuma all'ufficiale della Coventry A.E. Sephton per il coraggio dimostrato durante un attacco aereo. Tra maggio e giugno, sempre sotto sostenuti attacchi aerei protesse la ritirata delle truppe inglesi dall'isola, senza venire danneggiata. Il 1º giugno recuperò 225 sopravvissuti della Calcutta affondata da un attacco aereo. Il resto del mese di giugno venne inviata in Medio Oriente, prima in Siria e successivamente a sud, dove rimase una settimana per rafforzare le difese antiaere di Haifa. Il 7 settembre recuperò l'equipaggio di un mercantile statunitense affondato nel Mar Rosso, per poi tornare ad Alessandria dove erano richieste le sue capacità antiaeree. Nel mese di ottobre venne trasferita a Bombay dove entrò in cantiere per la sostituzione dei tubi delle caldaie. Tornata in servizio nel mese di maggio 1942 tornò nel Mediterraneo dove ricevette due cannoni Oerlikon da 20 mm antiaerei in aggiunta. In giugno partecipò all'Operazione Vigorous, poi sfociata nella battaglia di mezzo giugno.
Il 12 settembre partecipò come nave appoggio antiaereo all'Operazione Daffodil, consistente in uno sbarco di commando a Tobruk e parte della più ampia Operazione Agreement. Il giorno seguente durante un violento attacco aereo venne affondato il cacciatorpediniere Sikh e gravemente danneggiato il Zulu. Subito dopo la Coventry venne colpita da quattro bombe in rapida successione. L'equipaggio venne recuperato dai cacciatorpediniere Beaufort e Dulverton.